# Villacarli
Villacarli (en aragonés Villa Carlle, en catalán Vilacarle) es una localidad de la provincia de Huesca (Aragón, España), parte del municipio de Torre la Ribera. 

## Geografía
Comprende la aldea de San Aventín (Sant Abentí) y los casales de Santa Truja (Santa Nulla) y Magarrofas (Magarrofas).

## Toponimia
El monte Casiasas es una muestra del ribagorzano antiguo que se hablaba en la zona, pues tiene como ribagorzanismo arcaico la -s- derivada de -LL- latina y el diptongo -ia- del aragonés arcaico que hoy se encuentra en el bergotés y el aragonés de Vallivió:
- CASELLA > Casiasa (casialla o casiella en aragonés, casilla en castellano)

## Demografía
| Gráfica de evolución demográfica de Villacarlí entre 1842 y 1860 |
| |
| Población de derecho según los censos de población del INE Población de hecho según los censos de población del INEEntre el censo de 1857 y el anterior, crece el término del municipio porque incorpora a Torre de la Ribera, Vilas del Turbón y Visalibons Entre el censo de 1877 y el anterior, este municipio desaparece porque cambia de nombre y aparece como el municipio Torre de la Ribera |

Su población era de 34 habitantes en 2006.

## Patrimonio
Iglesia de 1968.